# Bandeira do estado de São Paulo
A bandeira do estado de São Paulo, juntamente com o brasão e o hino, constituem os símbolos oficiais do estado de São Paulo.
Idealizada pelo filólogo e escritor Júlio Ribeiro em 1888, tinha como objetivo servir de bandeira ao regime republicano, que fora efetivamente proclamado em 15 de novembro do ano seguinte. Para materializar graficamente sua ideia, Júlio Ribeiro convidou seu cunhado Amador Amaral, gráfico e artista plástico que desenvolveu o layout da bandeira paulista.
A bandeira possui treze listras variando entre branco (representando a cor prata) e preto (sable). Há ainda o "cantão" de cor vermelha (góles). Segundo o idealizador dessa bandeira, Júlio Ribeiro, essas cores tinham "legitimidade heráldica" e eram "nobilíssimas, reconhecidas pelos reis de armas de todos os países."
O pavilhão tornou-se de fato símbolo paulista a partir da Revolução Constitucionalista de 1932, mas que só foi oficializada em 27 de novembro de 1946, sob o Decreto-Lei estadual nº16.349, com base no parágrafo único do Art.195 da Constituição Federal de 1946, que devolveu aos estados e municípios o direito de cultivar símbolos próprios. Esse estabelecimento foi reafirmado pela lei 145 de 03 de setembro de 1948.

## História
Nos últimos anos do Império do Brasil, vários propagandistas da República criaram projetos de bandeira nacional para serem adotados com o advento do novo regime. Para muitos deles, era preciso destruir todos os símbolos que pudessem lembrar o Império e as instituições monárquicas. Nesse contexto, o escritor e jornalista republicano Júlio Ribeiro, fundador e redator do jornal "O Rebate", publicou em sua primeira edição de 16 de julho de 1888, uma série de críticas ao estandarte Imperial. Nele, também expõe a sua própria proposta para bandeira republicana. Segundo ele, seu projeto: 

... simboliza de modo perfeito a gênese do povo brasileiro, as três raças de que ela se compõe - branca, preta e vermelha. As quatro estrelas a rodear um globo, em que se vê o perfil geográfico do país, representam o Cruzeiro do Sul, a constelação indicadora da nossa latitude astral (...) Assim, pois, erga-se firme, palpite glorioso o Alvo-Negro Pendão do Cruzeiro!— Júlio Ribeiro 

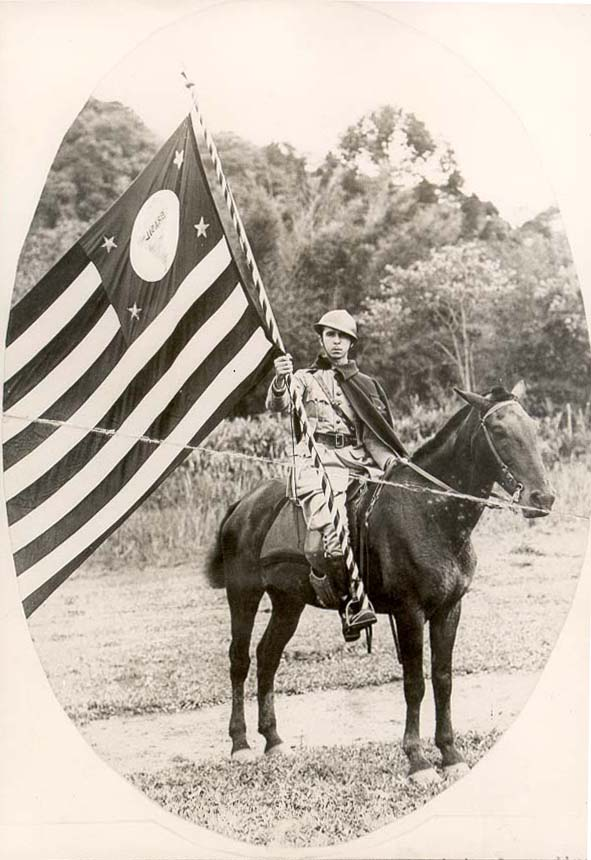
Voluntário paulista na Revolução Constitucionalista de 1932

A bandeira descrita por Júlio Ribeiro foi hasteada no palácio do governo de São Paulo em 15 de novembro de 1889, sendo utilizada nos primeiros dias do novo regime.
Em 19 de novembro de 1889, através do decreto nº 4 do Governo Provisório, o Brasil adota oficialmente uma nova bandeira, mas de autoria de Raimundo Teixeira Mendes, semelhante à conhecida atualmente. A bandeira idealizada por Júlio Ribeiro, por sua vez, passou a ser considerada a "bandeira paulista" nos anos seguintes, sem merecer, entretanto, nenhuma estima popular. Ela era utilizada para enfeitar fachadas ou como objeto decorativo, mas sem as honras de um culto cívico, pois até então, os paulistas dedicavam essa homenagem exclusivamente ao pavilhão nacional.
A bandeira tornou-se de fato símbolo paulista na Revolução de 1932. Todavia, Getúlio Vargas, durante o Estado Novo, suspendeu o uso dos símbolos estaduais, incluindo a bandeira paulista, que só seria oficializada em 27 de novembro de 1946, sob o Decreto-Lei estadual nº16.349, com base no parágrafo único do Art.195 da Constituição Federal de 1946, que devolve aos Estados e municípios o direito de cultivar símbolos próprios.
No entanto, o novo pavilhão suscitou críticas. Afonso Taunay escreveu em 1931, portanto antes que a bandeira tivesse recebido a consagração popular, que ela era um "... símbolo pavorosamente feio, oriundo dos tempos da propaganda republicana, a bandeira que se diz da invenção de Júlio Ribeiro, a impropriamente chamada "bandeira paulista", lúgubre, inestética, insignificativa. Graças a Deus nunca foi oficializada, mas por infelicidade, é muito adotada. Assim desapareça do todo o emprego desse pano mortuário alvinegro, arvorado em pendão estadual. Insignificativa hoje mais do que nunca, porque atribui à população paulista uma dosagem de sangue africano inteiramente falsa, pois em terras de São Paulo  a porcentagem dos euro-americanos foi imensamente superior à dosagem dos elementos afros, eurafricanos e afro-americano."

## Características
O descritivo da bandeira, com a terminologia heráldica, é dada pelo artigo 1º da lei 145 de 1948 ainda em vigor: 

Artigo 1º — A Bandeira do Estado de São Paulo e a tradicional de uso popular e consagrada na Revolução Constitucionalista de 1932, cuja descrição, na terminologia heráldica, é a seguinte: em campo burelado de treze peças de sable e de prata, um cantão de goles com um círculo de prata figurado na silhueta geográfica do Brasil, de blau, e acompanhada de quatro estrelas de ouro, acantonadas.

### Dimensões e construção

Anexo nº2 da lei 144/1948, com as especificações da bandeira.

A exata construção é fornecida pelo artigo da lei nº 145, bem como pelo anexo nº2 que a acompanha:
Artigo 2º. A feitura da Bandeira do Estado de São Paulo  obedecerá às seguintes normas, conforme demonstra graficamente o anexo 2:
I - Para cálculo das dimensões, tomar-se-á por base a largura desejada, dividida em treze partes iguais, constituindo cada parte um módulo;
II - O comprimento será de 19,5 (dezenove e meio) módulos, tendo os demais elementos as seguintes proporções:
a) Campo burelado: 1 (um) módulo de largura de cada peça;
b) Cantão: 7,5 (sete e meio) módulos de comprimento por 5 (cinco) de largura;
c) Círculo: 4 (quatro) módulos de diâmetro;
d) Silhueta geográfica: Inscrita numa circunferência imaginária de 3,5 (três e meio) módulos de diâmetro e concêntrica ao Círculo.
e) Estrelas: Inscritas numa circunferência imaginária de 1,5 (um e meio) módulo de diâmetro, cujo centro se localiza a 1 (um) módulo de distância dos bordos do cantão.
III - A indicação dos metais ouro e prata,  em qualquer tecido em que a bandeira seja confeccionada, será feita pelo amarelo e pelo branco, respectivamente.

### Cores
As cores utilizadas na bandeira (preto, branco, amarelo e azul) não possuem suas tonalidades definidas em leis. No entanto, o manual de identidade visual do governo do estado de São Paulo especifica as seguintes cores para feitura da marca do governo (que é composta por uma versão modificada da bandeira):
| Cor | CMYK        | RGB         | Hexadecimal | Pantone  |
| --- | ----------- | ----------- | ----------- | -------- |
|     | 0/0/0/100   | 33,33,37    | 212125      | Black C  |
|     | 0/100/100/0 | 196,0,8     | C40008      | 485 C    |
|     | 0/0/100/0   | 255,236,0   | FFEC00      | Yellow C |
|     | 100/80/0/0  | 41,66,146   | 294292      | 286 C    |
|     | 0/0/0/0     | 255,255,255 | FFFFFF      |          |

Por causa da bandeira, as cores que caracterizam o estado de São Paulo são o preto, o branco e o vermelho.

### Significado

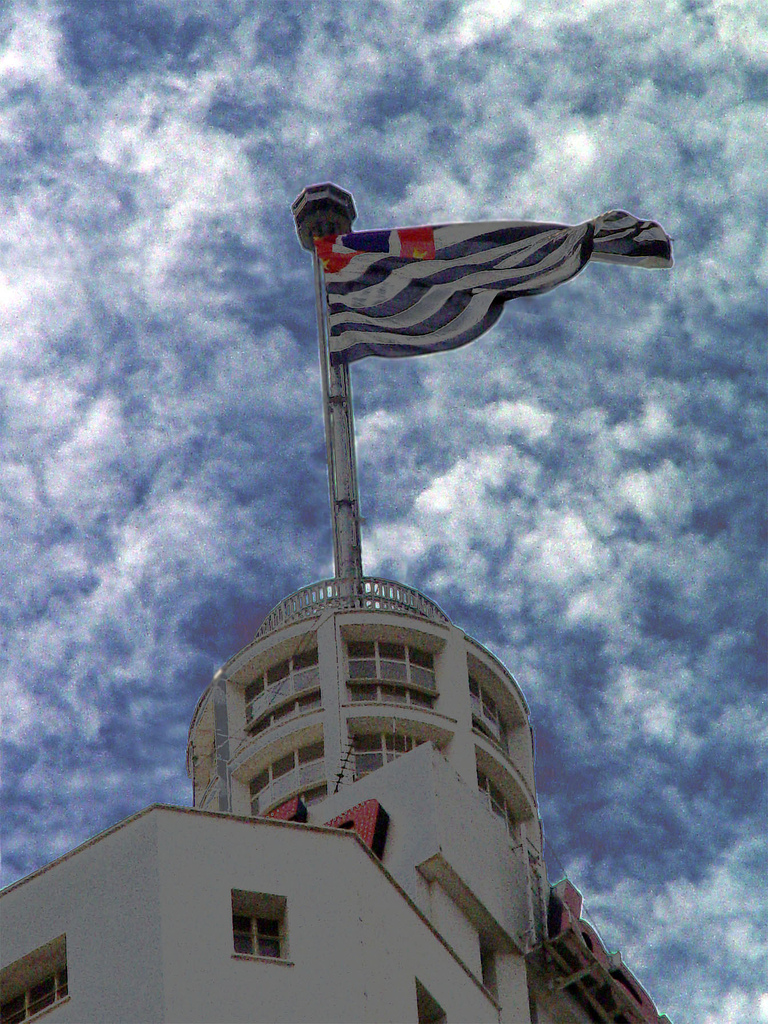
A bandeira paulista no topo do edifício Altino Arantes, em São Paulo

A bandeira possui treze listras variando entre branco e preto, começando e terminando na faixa preta, para que fique delimitado o começo e o final da bandeira, sem que haja nenhuma dúvida. As faixas pretas e brancas representam os dias e as noites que os bandeirantes lutaram pelo bem do estado. Não há consenso sobre o porquê do total de treze listras. As hipóteses são a de uma mera adequação estética (já que a original possuía 15 listras), a de uma referência às treze colônias originais dos Estados Unidos da América e a de uma alusão a Paulo, décimo terceiro apóstolo de Cristo, mas o mais certo é que o total de treze listras se consagrou pelo poema Nossa Bandeira, de Guilherme de Almeida.
Possui um retângulo vermelho na horizontal, que segundo algumas fontes, buscaria representar o sangue que os "paulistas" estariam dispostos a derramar dia (branco) e noite (preto das listras) pelo seu estado. Há fontes ainda menos críveis que atribuem esse sangue e pujança aos bandeirantes. Acontece que essa bandeira não foi originalmente criada para São Paulo, mas para a República brasileira.
Segundo o criador da bandeira, Júlio Ribeiro, em texto de O Rebate de 16 de julho de 1888, as cores preta, branca e vermelha simbolizam, respectivamente, as três raças formadoras do povo brasileiro: africanos, europeus e indígenas. Faz referência à tese de Carl Friedrich Philipp von Martius, escrita em Como se deve escrever a história do Brasil (1840) e premiada pelo Instituto Histórico e Geográfico Brasileiro. A tese das três raças de von Martius influenciaria na criação de outras bandeiras brasileiras, como a do estado do Maranhão. Ainda segundo Ribeiro em O Rebate, as quatro estrelas amarelas representam a constelação do Cruzeiro do Sul.
Há também quatro estrelas amarelas na parte interna dos quatro cantos do retângulo. Segundo o criador, "As quatro estrelas a rodear um globo, em que se vê o perfil geográfico do país, representam o Cruzeiro do Sul, constelação indicadora da nossa latitude austral". No verso da bandeira, a única diferença é que o retângulo fica alinhado no topo à direita, porém o mapa do Brasil continua idêntico à parte da frente como mostram as figuras do artigo.

## Bandeiras relacionadas

Bandeira do governador de São Paulo.
Bandeira não-oficial da Província de São Paulo (até 1891).
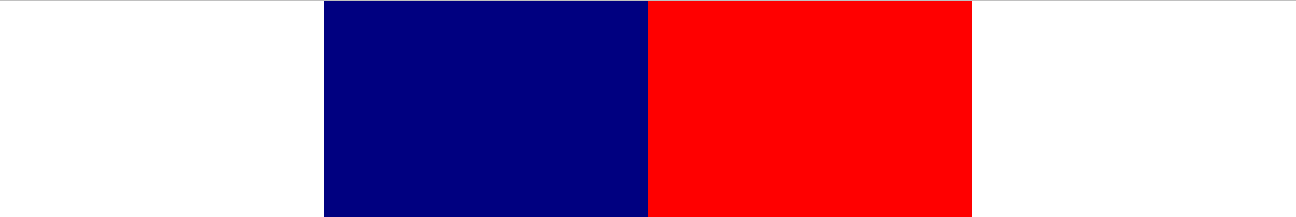
Galhardete da Província de São Paulo (c.1850 - 1891).